# Таллинские песни молодёжи
«Таллинские песни молодёжи» — фестиваль, организованный ЦК ВЛКСМ Эстонии и проходивший в марте 1976 года в зале Таллинского политехнического института.
В рамках фестиваля выступали: «Ornament» (Таллин), «Машина времени», «Удачное приобретение», Стас Намин (Москва), «Орнамент», «Аквариум» (Ленинград), «Время» (Горький). Концерты проходили днём и вечером, по 3-4 группы за раз.
Первое место заняла группа «Машина времени», что стало для музыкантов неожиданностью. По воспоминаниям А. Макаревича, местная публика наизусть знала тексты песен, записанных в студии Центрального телевидения Гостелерадио СССР годом ранее.
На фестивале произошла первая встреча Андрея Макаревича с Борисом Гребенщиковым.